# Sept paroles de Jésus en croix
Pour les articles homonymes, voir Les sept dernières paroles du Christ en croix.
 (mai 2024).

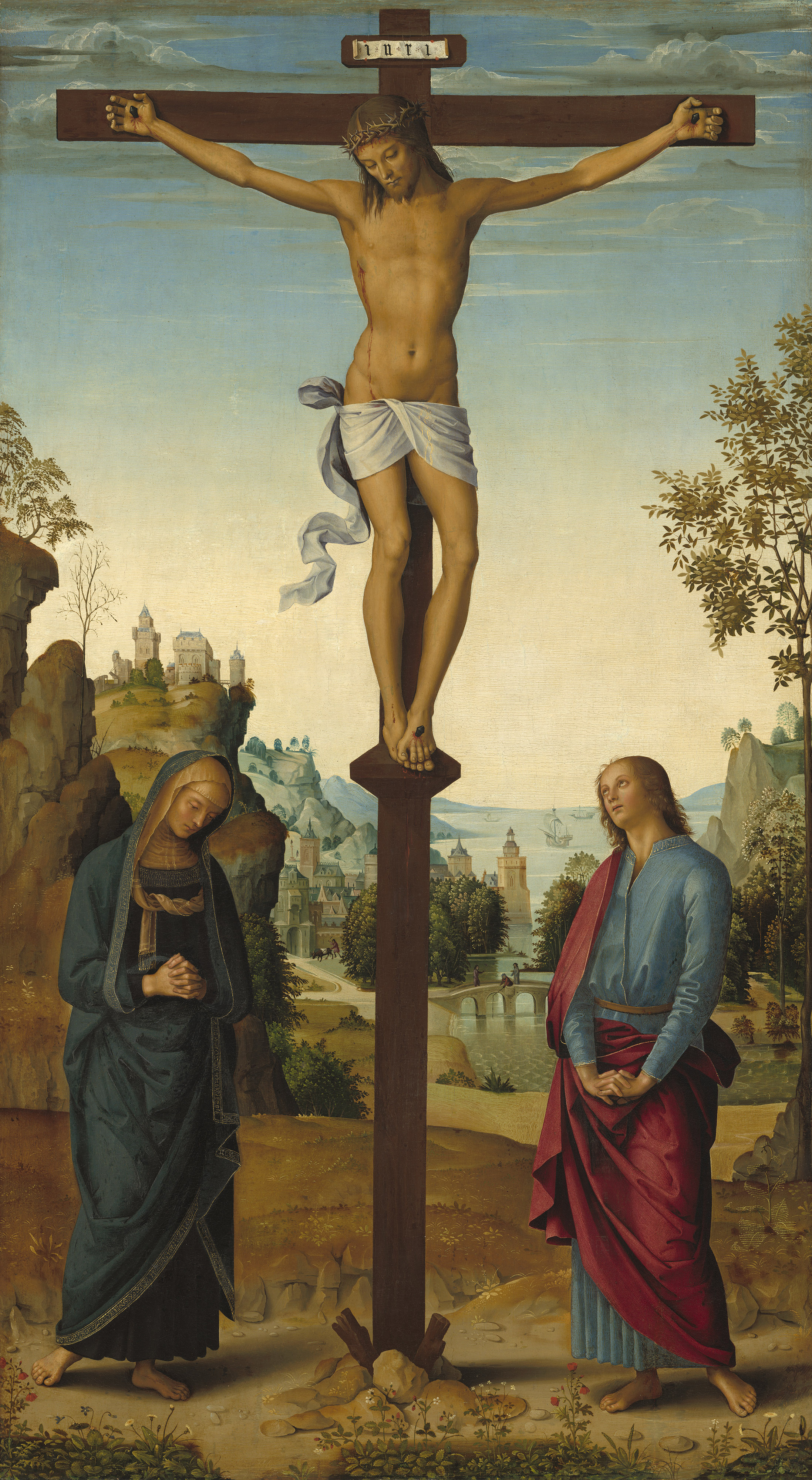
Le Christ en croix avec la Vierge Marie et l'apôtre Jean, par le Pérugin.

Les sept paroles de Jésus en croix (appelées également les sept dernières paroles du Christ) sont une série de courtes phrases que le Nouveau Testament, dans la tradition chrétienne, attribue à Jésus alors qu’il se trouvait crucifié, et qu'il a prononcées juste avant sa mort. Elles sont tirées des quatre évangiles et ont conduit au développement d’une spiritualité de la croix qui s’exprima en de nombreux commentaires spirituels. Leur chronologie exacte ne peut être établie. 

## Textes
Les textes suivants sont tirés de la Traduction œcuménique de la Bible :
1. « Père, pardonne-leur car ils ne savent pas ce qu’ils font » (Lc 23,34), prononcée immédiatement après son crucifiement entre deux malfaiteurs (bon Larron et mauvais Larron).
2. « En vérité, je te le dis, aujourd’hui tu seras avec moi dans le paradis » (Lc 23,43), adressée à un des deux malfaiteurs, en réponse à sa demande « souviens-toi de moi quand tu viendras dans ton royaume ».
3. « Femme, voici ton fils », adressés à sa mère Marie ; et à Jean : « Voici ta mère » (Jean 19,26–27).
4. « Mon Dieu, mon Dieu, pourquoi m’as-tu abandonné ? » (Mc 15,34 et Mt 27,46) crié « à voix forte » en araméen.
5. « J'ai soif » (Jn 19,28) prononcée « pour que l’Écriture soit accomplie jusqu’au bout », commente l’évangéliste. Jésus cite, selon l'évangéliste, le psaume 69:22 : « ils m’ont donné du poison à manger, et pour boire, de l'eau vinaigrée lorsque j’avais soif ».
6. « Tout est achevé » (Jn 19,30) prononcée après qu’il eut bu de cette boisson.
7. Jésus poussa un grand cri : « Père, entre Tes mains je remets mon esprit » (Lc 23,46). Et sur ces mots, il mourut.

| Paroles de Jésus en croix                                               | Matthieu | Marc  | Luc   | Jean     | Psaumes |
| ----------------------------------------------------------------------- | -------- | ----- | ----- | -------- | ------- |
| Père, pardonne-leur car ils ne savent pas ce qu’ils font.               |          |       | 23,34 |          |         |
| En vérité, je te le dis, aujourd’hui tu seras avec moi dans le paradis. |          |       | 23,43 |          |         |
| Femme, voici ton fils. et Voici ta mère.                                |          |       |       | 19,26–27 |         |
| Mon Dieu, mon Dieu, pourquoi m’as-tu abandonné ?                        | 27,46    | 15,34 |       |          | 22,2    |
| J’ai soif.                                                              |          |       |       | 19,28    |         |
| Tout est accompli.                                                      |          |       |       | 19,30    |         |
| Père, entre tes mains je remets mon esprit.                             |          |       | 23,46 |          | 31,6    |

## Dans la musique
Les paroles de Jésus en croix ont inspiré plusieurs œuvres notables, parmi lesquelles :
- 1787 : Les Sept Dernières Paroles du Christ en croix est une œuvre de Joseph Haydn (1786, 1787, 1795-1796) ;
- 1859 : Les Sept Paroles du Christ sur la Croix par César Franck, oratorio jamais représenté du vivant de son auteur.
- 1867 : Les Sept Paroles du Christ par Théodore Dubois, oratorio.
- 2001 : Chop Suey! de System of a Down.
- 2008 : Christophe Looten a composé deux œuvres fondées sur les dernières paroles de Jésus : 
  - Mourning, pour voix d'alto et quatuor à cordes où s'entremêlent chants de déploration pour les soldats britanniques fusillés par les nazis en 1940 lors de l'évacuation de Dunkerque et évocations du Sauveur sur la Croix
  - Les sept dernières paroles du Christ en croix, son cinquième quatuor à cordes.